# Torpedo (fumetto)
Torpedo o anche Torpedo 1936 è un fumetto noir spagnolo creato da Enrique Sánchez Abulí e Alex Toth pubblicato dal 1981. È ambientato durante la grande depressione e il protagonista è un omonimo gangster, Luca Torelli detto Torpedo il cui volto è ispirato ai lineamenti di Clint Eastwood.

## Storia editoriale
La serie fu originariamente sviluppata da Abulí e da Alex Toth, il quale disegnò due storie nel 1981. La collaborazione finì quando Toth decise che non condivideva l'umorisimo nero con il quale Abulí vedeva l'umanità, e quindi si ritirò dal progetto. Fu sostituito da Jordi Bernet, il cui stile artistico crudo ben si adattava ai soggetti violenti in questione.
Torpedo 1936 fu pubblicato per la prima volta sul numero 32 della rivista spagnola horror Creepy dal febbraio del 1982.  I primi due numeri ebbero le illustrazioni di Toth, ma dal numero 34 con la storia De perro a perro, Bernet fu il responsabile dei disegni.Torpedo fu pubblicato in seguito su altre riviste spagnole di fumetti, come Thriller, Comix International, Totem el comix, Co & Co e Viñetas, e fu tradotto in diverse lingue. Il responso del pubblico fu sostanzioso, e fu premiato nel 1986 con il premio  Angoulême per il miglior fumetto internazionale. Infine una rivista dedicata dal nome Luca Torelli es Torpedo è stata pubblicata a partire dal maggio del 1991

## Biografia del personaggio
Luca Torelli nasce in Sicilia nel 1903, figlio di Vittorio e Luciana Torelli (anche se ci sono dubbi su chi sia effettivamente il padre biologico). A causa di una vendetta, è costretto a lasciare la terra natia e fuggire in America molto giovane. Ben presto diventa un "assassino a noleggio" (o "Torpedo", nel gergo del tempo).
Suo frequente compagno nelle sue criminali imprese è il gangster Rascal.
Oltre a Rascal e qualche personaggio nei flashback, ci sono pochi personaggi ricorrenti. L'unico personaggio ricorrente di una certa importanza è una donna di nome Susie, che dimostra continuamente di essere più intelligente di Torpedo.
Indossa quasi sempre abiti bianchi eleganti e un cappello bianco con una striscia marrone orizzontale e tiene sempre un'arma sottomano. È fortemente cattivo e crudele, però è anche estremamente stupido e ignorante.